# Pogány Frigyes (statisztikus)
Pogány Frigyes (Nagykanizsa, 1874. február 26. – Budapest, 1957. január 31.) statisztikus, a Központi Statisztikai Hivatal Könyvtárának vezetője, országgyűlési képviselő.

## Életútja
Pauer Lajos és Berényi Adél fiaként született. A pécsi ciszterci főgimnáziumban végezte középiskolai tanulmányait, a budapesti Pázmány Péter Tudományegyetemen avatták az államtudomány doktorává. Pályafutása a Központi Statisztikai Hivatalban indult 1899-ben. Főként oktatásstatisztikával foglalkozott, de feladatai közé tartozott a könyvtár irányítása is. 1903. május 9-én Budapesten feleségül vette a nála 12 évvel fiatalabb, rózsahegyi születésű Várady Szakmáry Jolánt, Várady Szakmáry Tihamér és Bazsy Jolán lányát.
1914-től a vallás- és közoktatásügyi minisztérium miniszteri osztálytanácsosa, 1918 végétől miniszteri tanácsosa, 1924-től helyettes államtitkára volt. 1926-ban a Magyar Statisztikai Társaság tagja lett. Szintén 1926-tól 1931-ig az Egységes Párt színeiben a mindszenti választókerületet képviselte az Országgyűlésben. A hazai filmes közélet egyik meghatározó alakja volt a Magyar Filmklub és az Országos Magyar Mozgóképipari Egylet elnökeként. 1940-től 1941-ig működő Duna Filmkészítő és Filmkölcsönző Kft. nevű vállalkozása gyártotta a Szüts Mara házassága című filmet.

## Kitüntetései
- II. oszt. Polgári Hadi Érdemkereszt (1917)
- III. oszt. Vaskoronarend (1918)

## Főbb művei
- A Magyar Szent Korona Országai népoktatásügyének fejlődése (1913)
- A közoktatásügyi statisztika és hazánk közoktatásügye 1913-ban (1915)
- A magyar népoktatás története (1928)